# Императорская Николаевская детская больница
Императорская Николаевская детская больница — памятник архитектуры. Расположен в Петроградском районе Санкт-Петербурга, современный адрес дома — улица Чапыгина, 13.

## История
Постройка стала третьим помещением больницы. Николай II одобрил приобретение участка в 3000 квадратных саженей за 200 000 рублей у купца первой гильдии Ф. А. Алферова (купившего его в 1896 году у А. И. Евреиновой) 19 декабря 1912 года, переезд в здание состоялся в 1916 году.
Конкурс на проект не объявлялся, хотя это изначально и планировалось. Автором стал штатный архитектор больницы, гражданский инженер А. Г. Голубков, одобрение эскизных проектов строительно-хозяйственным комитетом состоялось в сентябре 1913 года. Изначальную смету комиссия потребовала уменьшить (вследствие ограниченности средств в военное время) до 750 тысяч рублей. Задание разрабатывал директор больницы Н. К. Вяжлинский, в число требований была включена штукатурка под камень, гранитный цоколь, балконы на 2-3 этажах терапевтического и хирургического отделений, электрические лифты и тройные двери в изоляторах на первом этаже; после требования сократить смету архитектор заменил гранит цоколя на плиты, штукатурные карнизы на выпускные стропила «голубками», спланировал гладкую штукатурку фасадов. В проект входил главный корпус и павильоны (скарлатинный, дифтерийный, коревой, смешанный и служебный) на 120 мест с «большими разрывами между постройками» (в качестве защиты от инфекционных болезней).
Здание было заложено 18 сентября 1914 года по старому стилю. Сроки строительства срывались из-за подорожания или отсутствия материалов и малочисленности рабочих. Уже в процессе строительства произошёл вынужденный отказ от метлахской плитки и наружных дубовых дверей, на лестницах были сделаны мозаичные полы, в коридорах — монолитые. Было сделано пароводяное отопление и световой фонарь над перевязочной комнатой главного корпуса.
Работы производил военный инженер Н. В. Смирнов. До окончания работ главный архитектор был призван в армию, и постройку заканчивал его помощник, Н. А. Черногоров.
В 1913 году купец первой гильдии С. Г. Раменский пожертвовал на постройку церкви в новой больнице 30 000 рублей. В 1915 году церковь на 100 человек была достроена. Переезд больницы в новое здание состоялся тогда же, когда была освящена церковь — 19 декабря 1916 года. В комплексе была размещена мраморная мемориальная доска в память 300-летия Дома Романовых, больница стала именоваться Императорской. В главном здании размещались административный блок, квартиры директора, служебные помещения для младшего медицинского персонала, церковь, библиотека, музей, хирургия.
В 1920-е годы был построен ещё один корпус, здания были незначительно реконструированы — был разобран эркер на 3 этаже главного здания, к боксовому блоку приемного покоя левого корпуса сделали пристройку в виде закрытой галереи, на 3-м этаже брандмауэрной стены проделали окна.
Во время Великой Отечественной войны в больницу попало несколько снарядов, к 1947 году здания были полностью восстановлены.
В 1970 году к лечебному павильону (лит. Л) пристроили ещё один этаж, были реконструированы павильоны лит. З и К. С 1937 по 1996 год в здании располагалась детская инфекционная больница имени Н. Ф. Филатова. 
С 2008 по 2014 год комплекс был реконструирован.

## Внешний вид
Здание выполнено в стиле петербургского неоклассицизма. Главный корпус замыкает перспективу улицы Чаплыгина (хотя перспектива была нарушена при постройке комплекса «Европа-сити»).
Основа композиции — П-образный корпус, торцевые фасады-«пропилеи» которого выходят на красную линию. Центральная часть с ризалитом — портал с двумя каннелированными трёхчетвертными колоннами ионического ордера и треугольным фронтоном, по бокам от него расположены трёхчастные окна с сандриками и украшениями и два балкона. Над зданием сделан купол домовой церкви со звонницей. В центральной части и боковых корпусах сделан профилированный карниз, украшенный крупными модульонами и фризом с триглифами. Окна второго этажа украшены полуколоннами дорического ордера и сандриками, колоннами того же ордера украшены порталы входов со стороны курдонёра.
Кирпичные стены главного и дворовых фасадов гладко оштукатурены, первый этаж главного фасада рустован. Двери украшены резными поясами меандра, он же встречается в ограждении балконов и лестниц. Прямоугольные окна различаются по размеру и форме — есть двойные, тройные. На дворовых фасадах сделаны выступы со скошенными углами, отражающими планировку здания и зонирование пространства по функциональному признаку; один из эркеров, операционная, остекленён. Стены светло-охристые, декор окрашен в белый цвет.
В правой части курдонёра сделан проезд, соединяющий главный корпус со двором, в котором растут клёны, липы, дубы. Павильоны имеют от 1 до 3 этажей, у их фасадов нет декоративной отделки.
При ликвидации церкви в здании в 1920-х годах был снят крест, христианские символы на фронтоне были заменены на чашу со змеёй.
По красной линии Уфимской улицы стоит металлическая ограда на бетонном основании с простым рисунком, историчность которой не определена.

## Интерьеры
Первоначальная подчинённая функции планировка, лестницы на косоурах, боксы, оконные заполнения с фурнитурой, лепные розетки в одном из помещений третьего этажа сохранились на 1997 год. В двусветном помещении церкви (закрытой в 1922 году) во дворовом выступе третьего этажа расположен конференц-зал. Окна второго света, отделённые от нижнего яруса профилированным карнизом и фризом, полукруглые, с веерной расстекловкой и полихромными геометрическими витражами (не отражёнными в инвентаризации 2019—2024 года, возможно, не сохранившимися). Аспида и простенки украшены каннелированными композитными пилястрами.